# Slavoljub Marjanović
Slavoljub Marjanović, cyr. Славољуб Марјановић (ur. 6 stycznia 1955 w Lalinacu) – serbski szachista i trener szachowy (FIDE Senior Trainer od 2004), arcymistrz od 1978 roku.

## Kariera szachowa
Pierwszy międzynarodowy sukces odniósł w 1971 r., zajmując II m. (za Michaelem Steanem) w turnieju juniorów w Schilde. Trzykrotnie reprezentował Jugosławię w rozegranych w Groningen mistrzostwach Europy juniorów do lat 20 (1971/72 – V m., 1972/73 – VII m. i 1973/74 – XII m.) oraz dwukrotnie – w mistrzostwach świata juniorów w tej samej kategorii wiekowej (Teesside 1973 – IV m. i Manila 1974 – III m. i brązowy medal). W latach 80. XX wieku należał do czołówki szachistów jugosłowiańskich, w 1980 i 1984 r. wystąpił na szachowych olimpiadach, za pierwszym razem zdobywając wraz z drużyną brązowy medal. W 1980 r. był również reprezentantem swojego kraju na drużynowych mistrzostwach Europy. W 1985 r. zdobył w Nowym Sadzie tytuł indywidualnego mistrza Jugosławii, natomiast w 1987 r. wziął udział w turnieju międzystrefowym (eliminacji mistrzostw świata) w Suboticy, zajmując VII m.
Wielokrotnie startował w turniejach międzynarodowych, sukcesy odnosząc m.in. w:
- Belgradzie (1976, I-II m., 1977, II-IV m., 1979, I m.),
- Vršacu (1977, memoriał Borislava Kosticia, II m. za Janem Smejkalem),
- Kirowakanie (1978, III m. za Rafaelem Waganianem i Wiktorem Kuprejczykiem),
- Somborze (1978, II-III m.),
- Trsteniku (1979, I m.),
- Borze (1983, I m.),
- Vrnjackiej Banji (1983, dz. I m. wspólnie z Nickiem de Firmianem, Zenonem Franco Ocamposem i Bosko Abramoviciem),
- Paryżu (1986, dz. II m. za Borisem Gulko, wspólnie z Maximem Dlugym),
- Marsylii (1986, dz. II m. za Borisem Gulko, wspólnie z Janem Smejkalem, Istvanem Csomem i Mershadem Sharifem(inne języki)),
- Zenicy (1986, dz. II m. za Jaime Sunye Neto, wspólnie z Vlatko Kovaceviciem oraz 1987, II m. za Siergiejem Smaginem),
- Pucarevie (1987, turniej strefowy, III m. za Petarem Popoviciem i Draganem Barlovem),
- Rzymie (1988, dz. I m. wspólnie z Wasilijem Smysłowem i Borisem Gulko).

Najwyższy ranking w karierze osiągnął 1 lipca 1985 r., z wynikiem 2540 punktów dzielił wówczas 44-45. miejsce na światowej liście FIDE, jednocześnie zajmując 4. miejsce wśród jugosłowiańskich szachistów.